# Stadsparken, Trelleborg
Stadsparken Trelleborg invigdes 1896 och har ett område på cirka 3 hektar och är som en grön ö mitt i Trelleborgs centrum. Parken innehåller nästan hundra olika sorters träd och buskar.Den är byggd kring två dammar, Svandammarna, som skapades genom att delar av Hesekilleån fördjupades och breddades. I en av dammarna kan du se stadens första offentliga konstverk – Irrblosset av Axel Ebbe. Konstverket donerades till staden av Frans Malmros och hans maka i samband med deras firande av silverbröllop 1919. Det finns också en scen (musikpaviljong) och en lekplats.

## Galleri

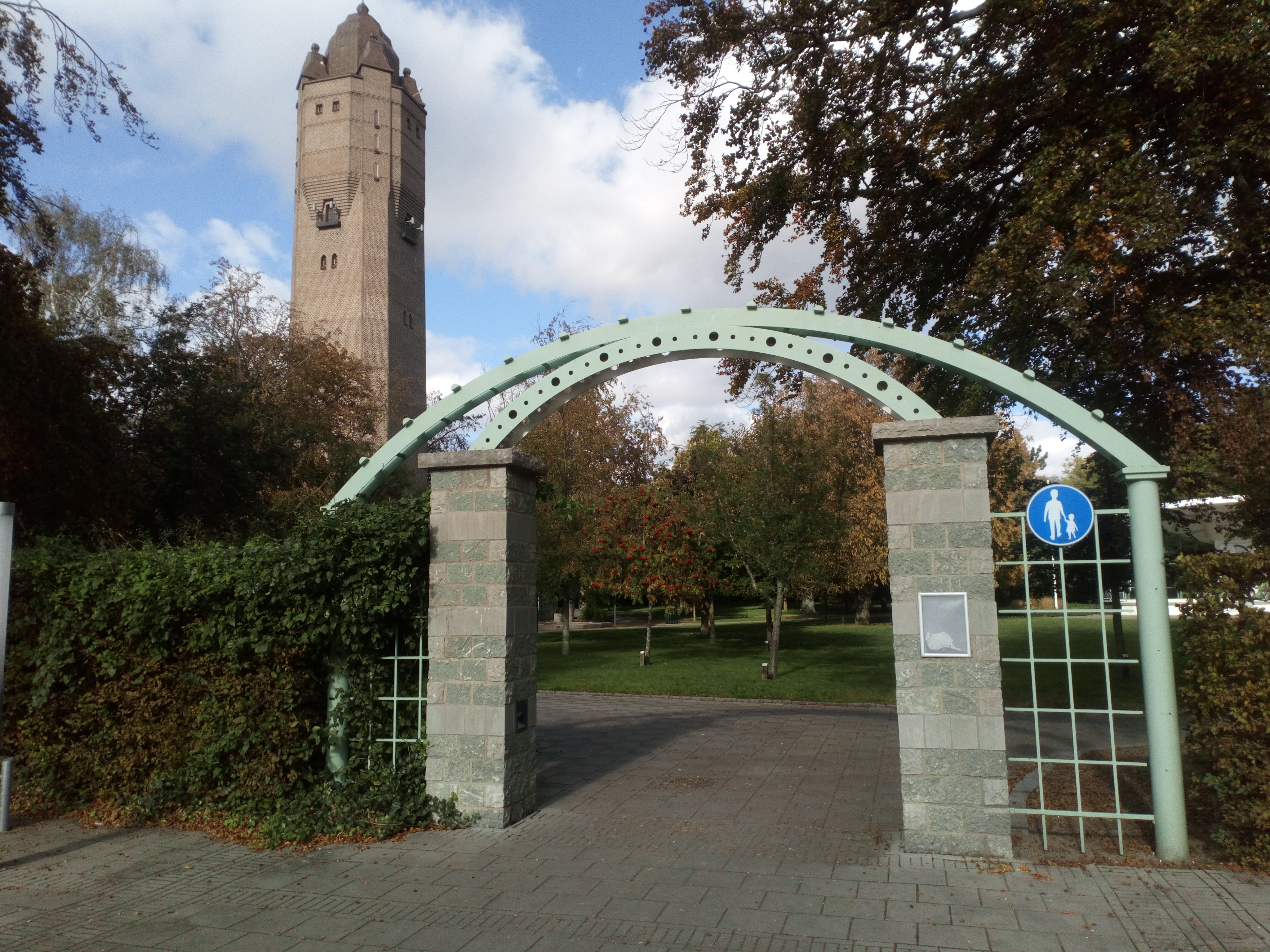
Stadsparkens söderentré, med Vattentornet i bakgrunden
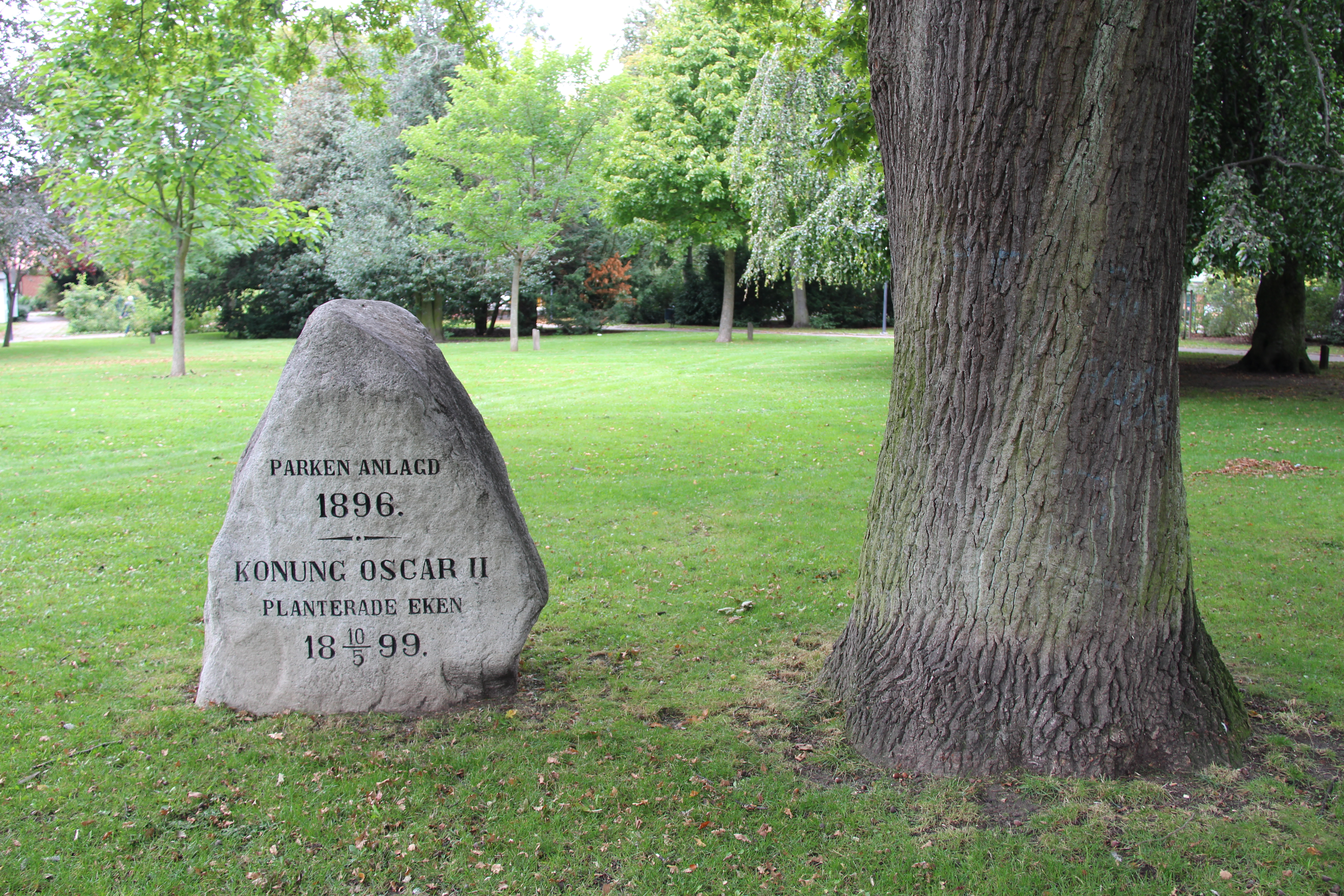
Minnessten från invigningen av Stadsparken
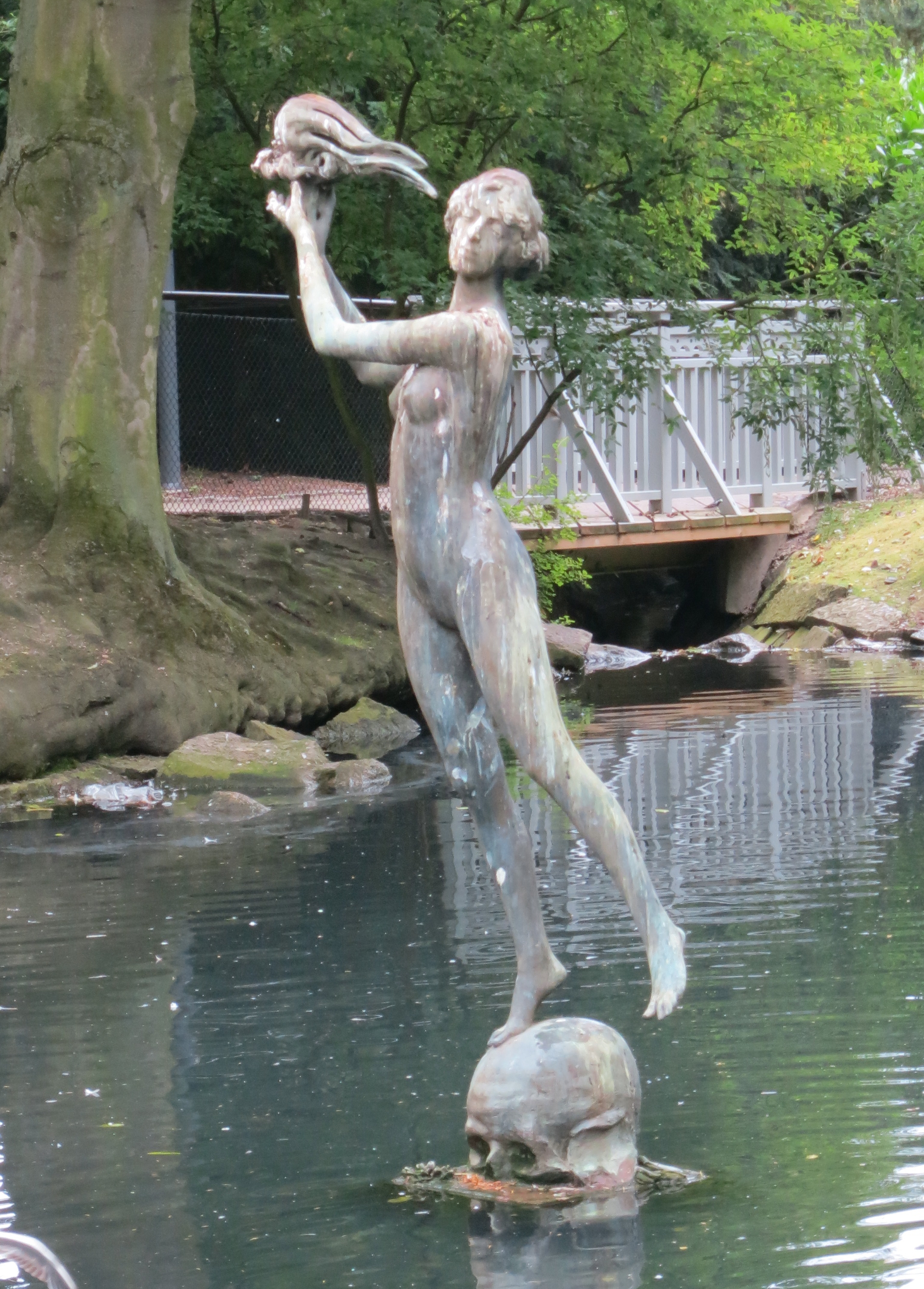
Irrblosset
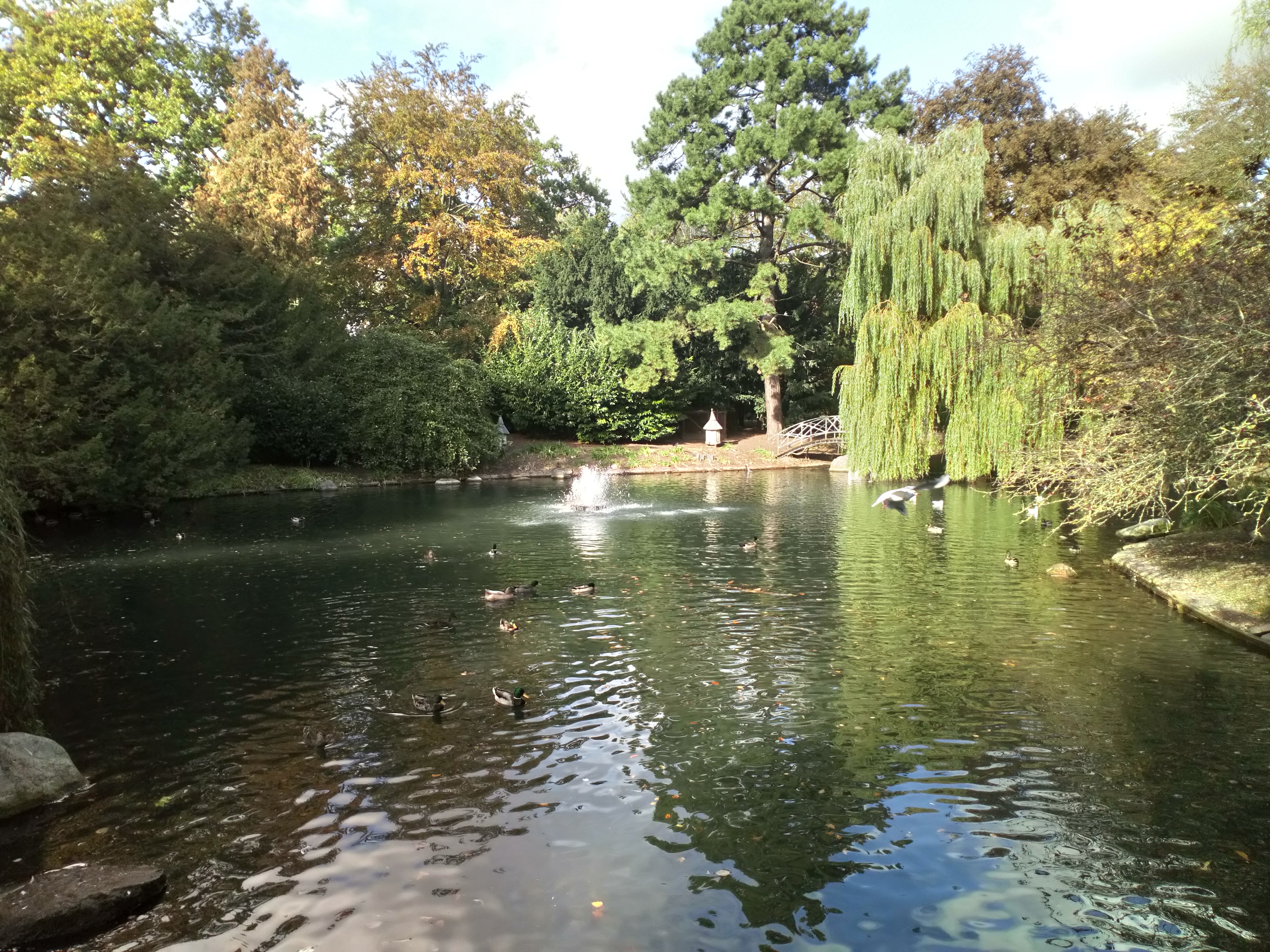
Stadsparkens damm
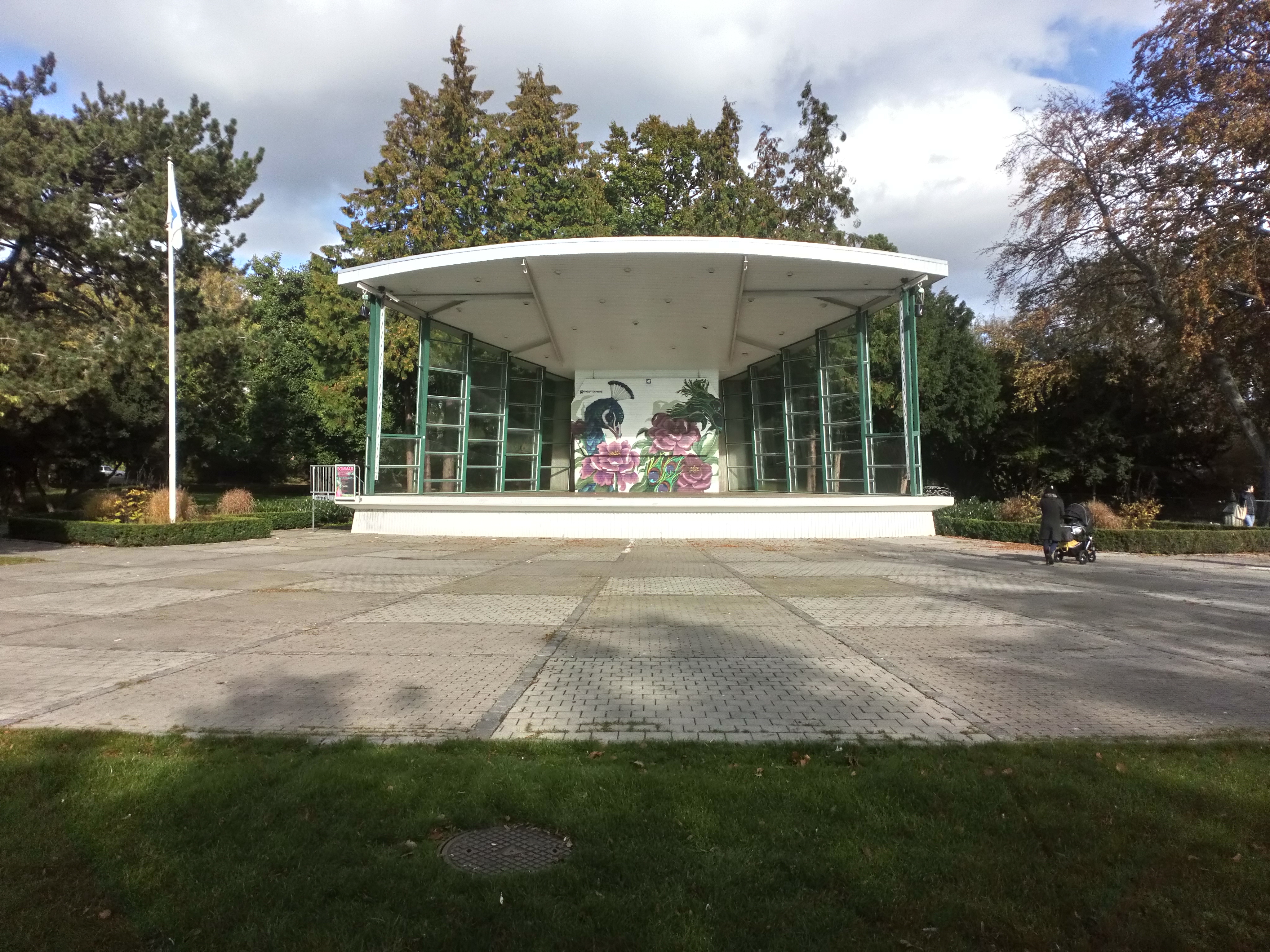
Musikpaviljong
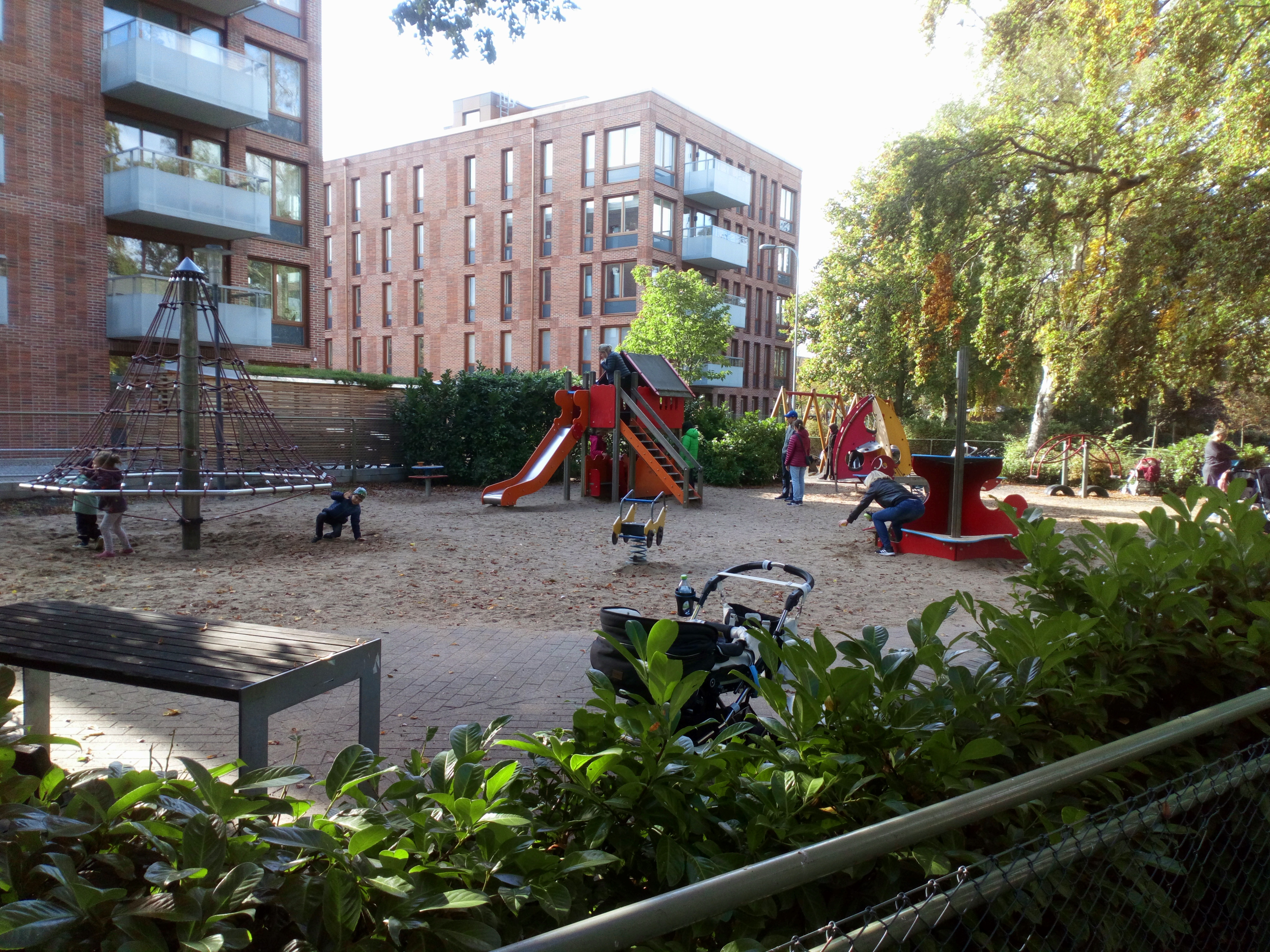
Lekplats
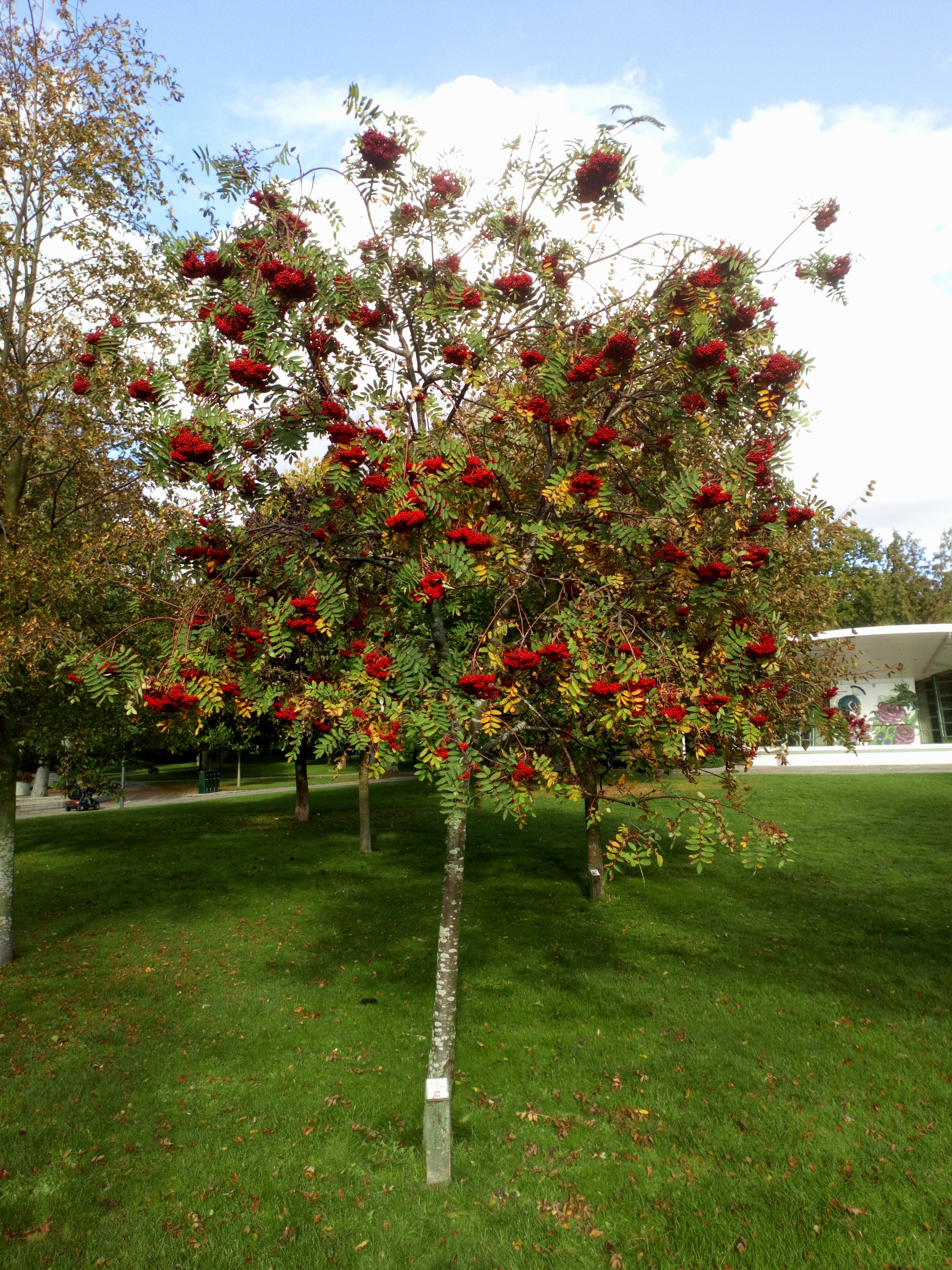
En av de många arter av träd i parken. I detta fall ett sötrönn